# Père Noël

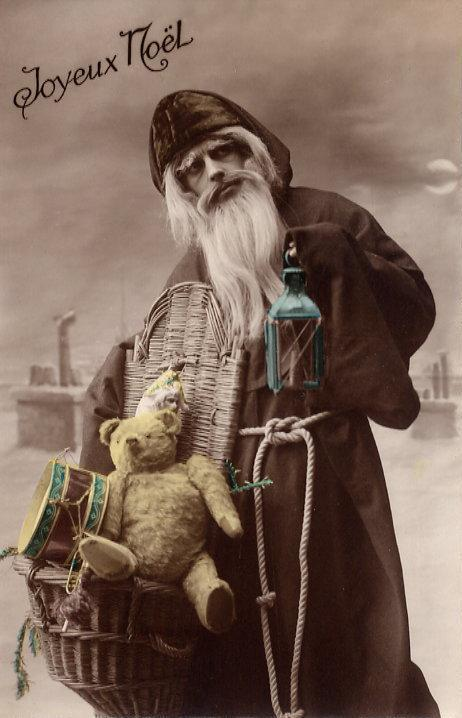

Père Noël (česky Otec Vánoc) je francouzskou obdobou Santa Clause nebo Ježíška. Lidově bývá nazýván Tatíček Noel, anebo Otec Vánoc. V některých částech Francie přináší Père Noël dětem na Štědrý den dárky a hračky, které umístí do velkých bot. Père Noël je dnes v podstatě identický se Santa Clausem, včetně sobů a toho, že žije na severním pólu, či že může nosit červené oblečení.
Kvůli francouzským vlivům v 19. století nosí dárky také v Argentině, Brazílii a Uruguayi pod jménem Papá Noel. V Portugalsku je nazýván Pai Natal.

## Jiné postavy přinášející dárky
- Ježíšek (Česko, Slovensko, Polsko, Německo, Rakousko a Švýcarsko)
- Santa Claus (USA a Kanada)
- Jultomten (Švédsko)
- Joulupukki (Finsko)
- Děda Mráz (Rusko)
- La Befana (Itálie)